# Strumaria spiralis
Strumaria spiralis är en amaryllisväxtart som först beskrevs av L'hér., och fick sitt nu gällande namn av William Townsend Aiton. Strumaria spiralis ingår i släktet Strumaria och familjen amaryllisväxter. Inga underarter finns listade i Catalogue of Life.